# Per-Mathias Høgmo
Per-Mathias Høgmo, né le 1er décembre 1959 à Gratangen en Norvège, est un footballeur norvégien, qui jouait au poste de milieu de terrain reconverti entraîneur.

## Biographie

### Carrière de joueur
Høgmo grandit dans la petite commune de Gratangen dans le comté de Troms, et commence sa carrière de footballeur comme milieu de terrain pour son club local, le Gratangen IL. En 1978, il rejoint le FK Mjølner, le plus grand club de sa région d'origine, et passe six saisons avec ce club avant de passer à Tromsø en 1984, où il rejoint le Tromsø IL. Il y passe le reste de sa carrière de joueur avec l'exception d'une courte période avec l'équipe suédoise d'IFK Norrköping en 1985. Il joue pour Tromsø jusqu'en 1989, et il y remporte la Coupe de Norvège en 1986. 

### Carrière internationale
Per-Mathias Høgmo est convoqué pour la première fois par le sélectionneur national Tor Røste Fossen à l'occasion d'un match amical face à la Suisse le 8 novembre 1986. Il entre à la 75e minute à la place de Vegard Skogheim. 
Il compte une seule sélection et zéro but avec l'équipe de Norvège en 1986.

### Carrière d'entraîneur
Høgmo commence sa carrière d'entraîneur-joueur à Gratangen en 1989. Après cette période, il devient entraîneur du Tromsdalen UIL pendant deux saisons et déménage ensuite à Tromsø IL avant le début de la saison 1992.
Il a ensuite des expériences avec le Fossum IF, la Norvège - 19, - 15 et Norvège - 16. Avec le Moss FK, il gagne le championnat de Norvège de deuxième division en 1995. En 1997, il devient entraîneur de l'équipe de Norvège féminine. Dans ce rôle, il obtient d'importants succès : en effet, il termine a la quatrième place de la Coupe du monde en 1999 et obtient une médaille d'or aux Jeux olympiques de Sydney en 2000. 
Entre 2000 et 2003, il est entraîneur de la Norvège espoirs. Après cette expérience, il est de retour pour la deuxième fois à Tromsø IL. Høgmo mène le club à une quatrième place lors de la Tippeligaen 2004. Étant donné le succès avec Tromsø, il attire l'intérêt de plusieurs clubs et se voit embauché par Rosenborg en août 2005, pour remplacer Per Joar Hansen. La première saison, il a un mauvais départ dans la ligue, qui le conduit à se rapprocher de la zone de relégation mais le club termine finalement le championnat a la cinquième place.
La saison suivante est plutôt difficile. Rosenborg fait un autre faux départ et Høgmo doit prendre un congé pour cause de maladie, laissant l'équipe dans l'incertitude. Son assistant, Knut Tørum, mène le club à sa place, et Høgmo déclare en octobre qu'il veut quitter le football pour commencer une nouvelle carrière.
Cependant, cette retraite des terrains dure moins de deux ans. En 2008, il est de retour à Tromsø pour la troisième fois, il remplace Steinar Nilsen. Il termine alors à la troisième place lors de la Tippeligaen en 2008. Le championnat 2009 est plus difficile et Tromsø finit à la sixième place. Lors de la Tippeligaen 2010, Tromsø occupe la première place du classement au début du championnat, et s'établit comme l'un des meilleurs clubs de la saison. Høgmo quitte le club à la fin du championnat de 2012. Vålerenga essaye alors d'attirer Høgmo comme entraîneur, mais il refuse l'offre du club.
Le 15 mai 2013, il est choisi comme nouvel entraîneur de Djurgårdens IF. Le 27 septembre 2013, il remplace Egil Olsen comme entraîneur de l'équipe de Norvège. Il y signe un contrat de quatre ans et tiendra même la tâche à Djurgården, jusqu'à la fin de la saison en cours.  
Il a également tenu le rôle de commentateur dans une émission diffusée par NRK.

## Palmarès

### Joueur
- Avec Tromsø IL :
  - Vainqueur de la Coupe de Norvège en 1996

### Entraîneur
- Avec Moss FK :
  - Champion de Norvège de D2 en 1995

- Avec l'équipe de Norvège féminine :
  -  Médaille d'Or aux Jeux olympiques de Sydney en 2000
- Avec Tromsø IL :
  - Vice-champion de Norvège en 2011.
- Avec le BK Häcken : 
  - Champion de Suède en 2022.
  - Vainqueur de la Coupe de Suède en 2023.